# Crespy-le-Neuf
Crespy-le-Neuf település Franciaországban, Aube megyében. Lakosainak száma 125 fő (2022. január 1.). Crespy-le-Neuf Brienne-la-Vieille, Brienne-le-Château, Épothémont, Juzanvigny és Morvilliers községekkel határos.

## Népesség
A település népességének változása:
| Lakosok száma | 161  | 130  | 139  | 149  | 146  | 150  | 153  | 158  | 147  | 125  |
|               | 1968 | 1982 | 1990 | 2006 | 2013 | 2015 | 2017 | 2019 | 2020 | 2022 |